# Pavillon de l’éducation physique et des sports
Der Pavillon de l’éducation physique et des sports, kurz: PEPS ist ein Sportkomplex in der kanadischen Stadt Québec, Provinz Québec.

## Geschichte
Als 1974 die Handballturniere der Olympischen Sommerspiele 1976 geplant wurden, wurde Québec als ein Spielort für die Vorrundenspiele auserwählt. Als Spielstätte entschied sich das Organisationskomitee für den PEPS der Universität Laval. Der 1971 erbaute PEPS wurde 1976 um zwei Hallen erweitert. Da die Haupthalle zu dieser Zeit nur 494 feste Sitzplätze hatte, wurden an drei Seiten um die Spielfläche insgesamt 3238 temporäre Sitzplätze errichtet, sodass die Kapazität während den Spielen bei 3732 Sitzplätzen lag.
Heute bietet die Haupthalle 3000 Zuschauern Platz und war von 1997 bis 1999 Heimspielstätte des Eishockeyteams Remparts de Québec. Zwischen 2004 und 2018 war der PEPS Austragungsort des WTA Québec und zwischen 2009 und 2012 trug die Basketballmannschaft Quebec Kebs ihre Heimspiele im PEPS aus. Teil der Anlage ist auch das Footballstadion Stade TELUS-Université Laval, welches bis zu 18.000 Zuschauern Platz bietet.